# Open Broadcaster Software
Pour les articles homonymes, voir OBS (homonymie).
OBS Studio, abrégé en OBS, est un logiciel libre et open source de capture d'écran et de streaming pour Microsoft Windows, MacOS et Linux. Il fait suite à Open Broadcaster Software, une fois devenu multiplateforme.

## Histoire
Le créateur est Lain Bailey, surnommé « Jim » ou « jp9000 ». Une importante communauté, une partie contribuant au « projet OBS », lui apporte son concours pour faire évoluer le code source qu'il maintient sur GitHub ; les anomalies étant signalées par les utilisateurs via Mantis. 
Le logiciel est créé en 2012, mais la première version stable date de 2016. Nommé « OBS Classic » à l'origine, il est plus connu sous le nom d'« Open Broadcaster Software », abrégé en « OBS ». Lorsque le logiciel est devenu multiplateforme, son nom a changé en 2014 pour « OBS Multiplatform », puis « OBS Studio » à partir de 2016.
En France, OBS Studio est intégré à la liste des logiciels libres recommandés pour le secteur public et au socle interministériel de logiciels libres.

## Présentation
OBS Studio permet de capturer en temps réel l'écran d'un ordinateur et de l'enregistrer dans une vidéo, ou bien d'en diffuser le contenu en streaming ou d'autres. Il utilise plusieurs bibliothèques logicielles dont notamment :
- x264 : permet d'encoder la vidéo en H.264.
- libmp3lame : permet d'encoder l'audio en MP3.
- libfaac : permet d'encoder l'audio en AAC.
- librtmp : permet de diffuser en streaming en RTMP.
- libsamplerate : permet de convertir des flux audio.

Il est programmé essentiellement en C et C++, et distribué sous la licence GNU GPL version 2. On le retrouve, en multilingue, pour Microsoft Windows à partir de Windows 7, sous MacOS à partir d'OS X 10.11, et pour Linux.
Le logiciel est extensible par des plugins et des scripts (LUA ou Python notamment).

## Open source
OBS étant un logiciel libre et open source, tout le monde peut en créer une version modifiée (fork). Un exemple notable d'un tel logiciel basé sur OBS Studio est Streamlabs Desktop.